# Nakano
Nakano (中野市?, Nakano-shi) è una città giapponese della prefettura di Nagano.